# Guardea
Guardea is een gemeente in de Italiaanse provincie Terni (regio Umbrië) en telt 1822 inwoners (31-12-2004). De oppervlakte bedraagt 39,3 km², de bevolkingsdichtheid is 46 inwoners per km².

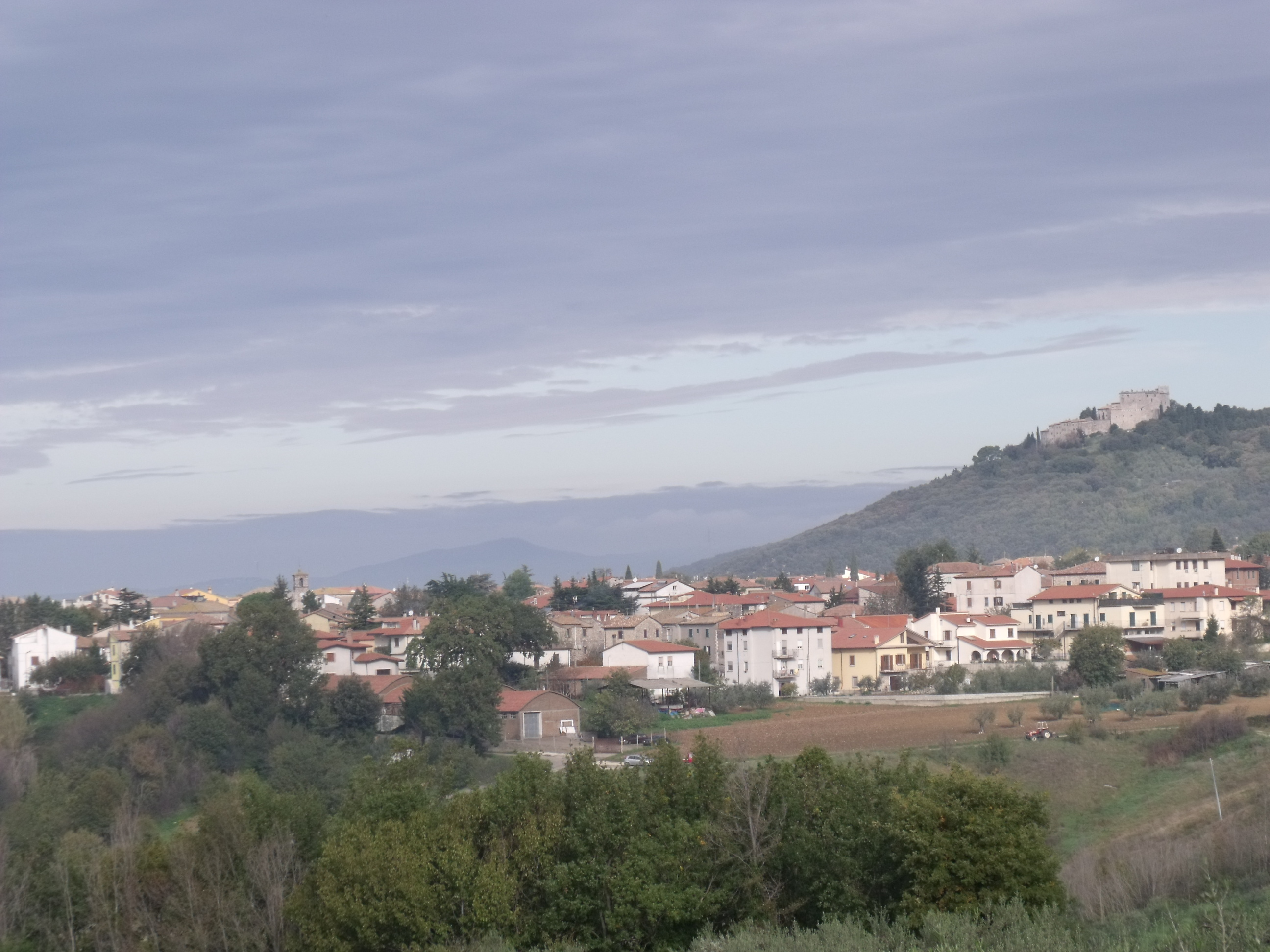
Guardea
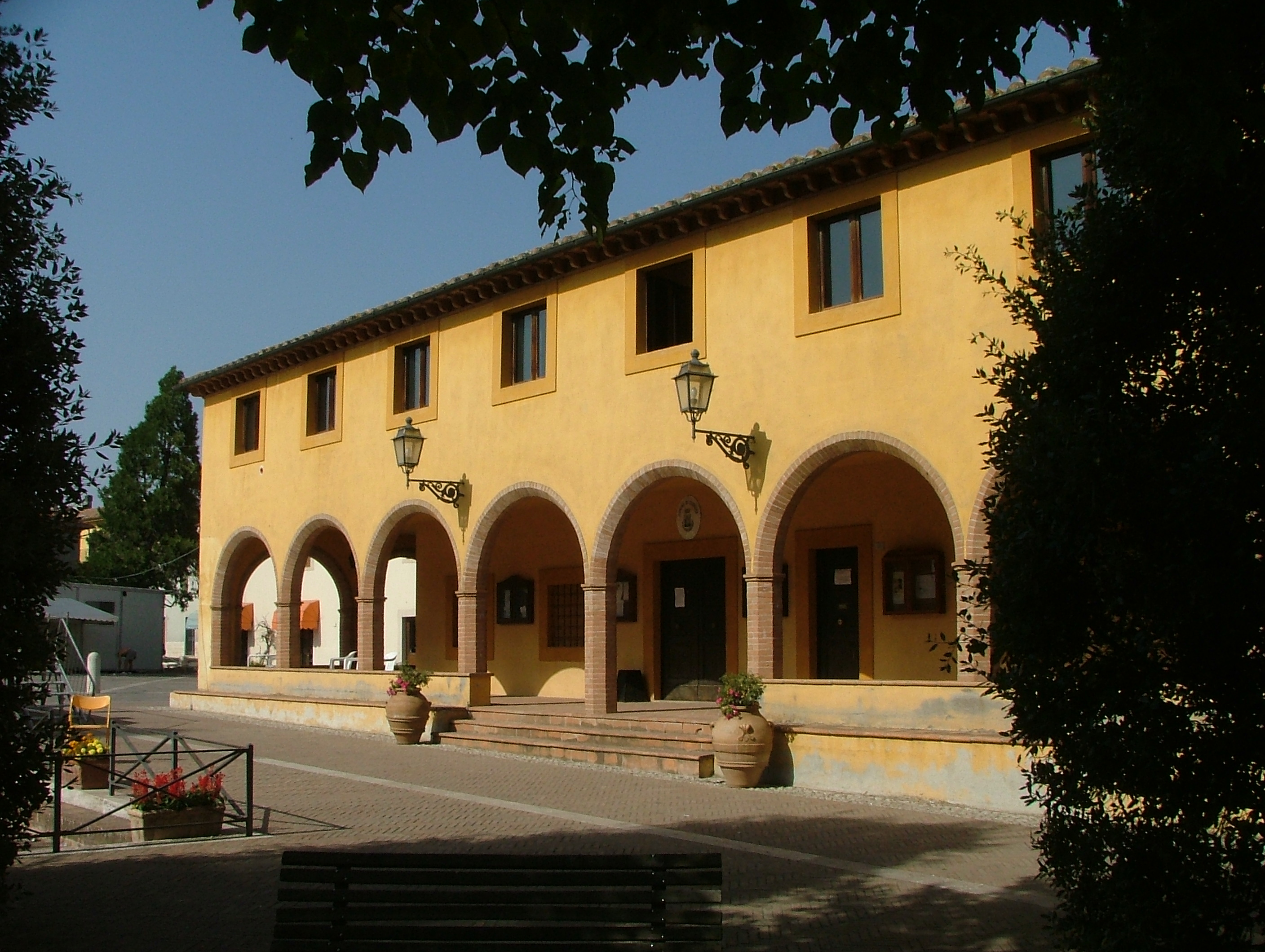
Palazzo di Marsciano
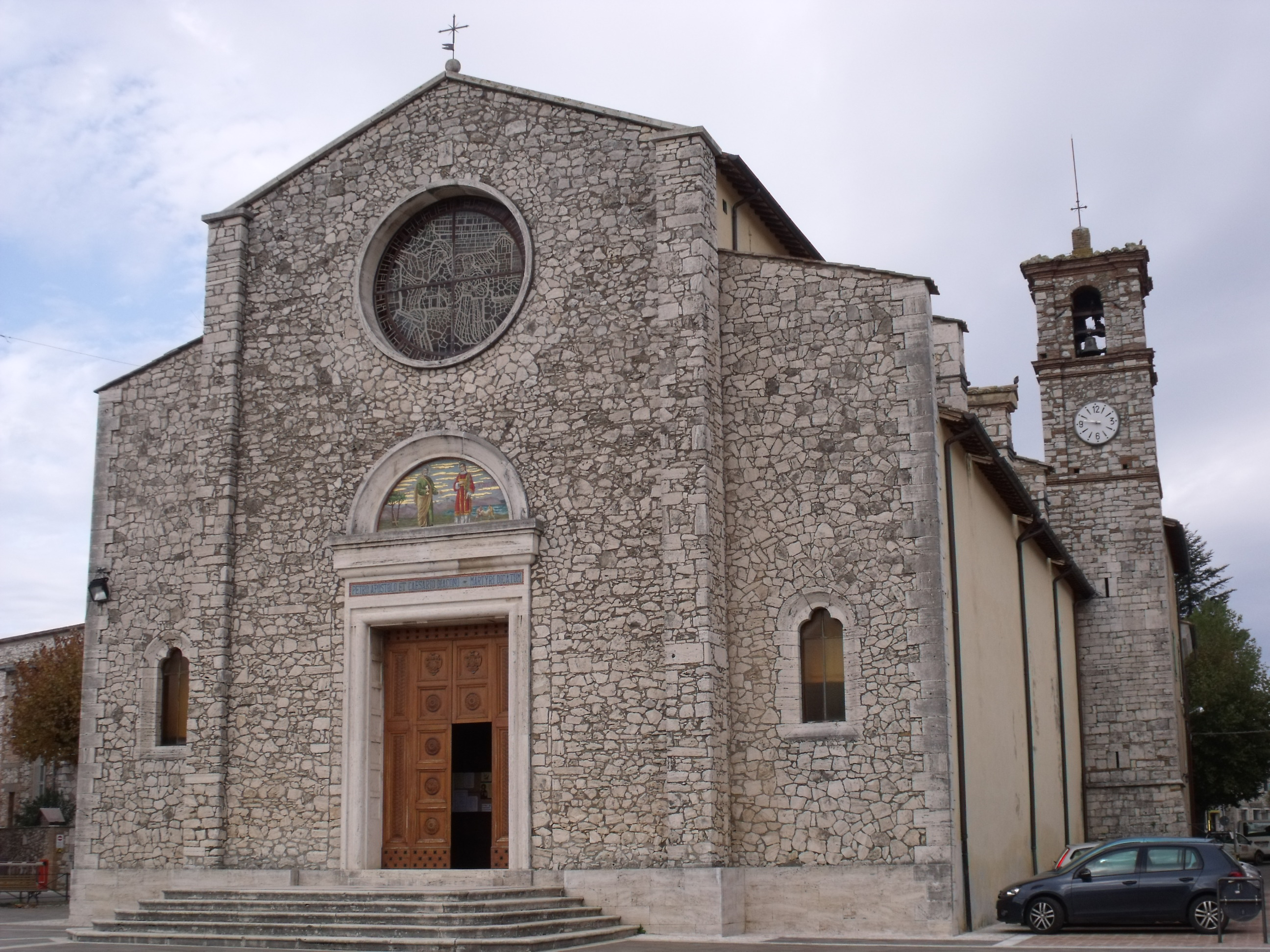
Kerk van Petro en Cesareo
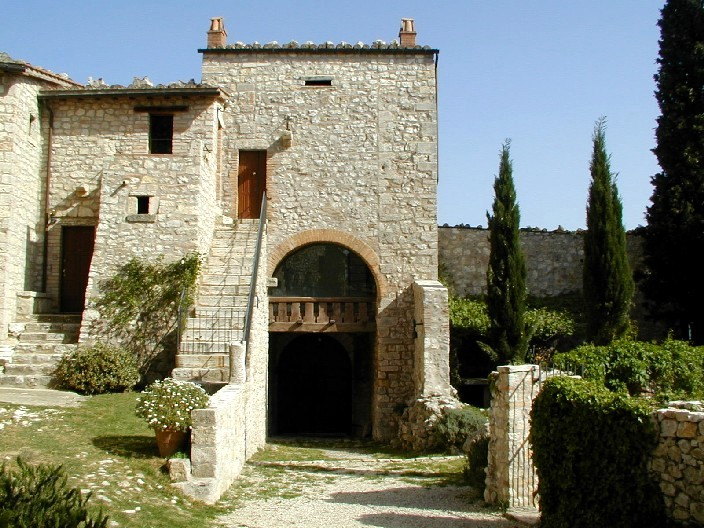
Kasteel van Guardea

## Demografie
Guardea telt ongeveer 735 huishoudens. Het aantal inwoners steeg in de periode 1991-2001 met 5,0% volgens cijfers uit de tienjaarlijkse volkstellingen van ISTAT.
| Jaar | Inwoneraantal |
| ---- | ------------- |
| 1991 | 1709          |
| 2001 | 1795          |

## Geografie
De gemeente ligt op ongeveer 387 m boven zeeniveau.
Guardea grenst aan de volgende gemeenten: Alviano, Amelia, Avigliano Umbro, Civitella d'Agliano (VT), Montecastrilli, Montecchio.